# Renato González
Renato Patricio González De La Hoz (* 19. Februar 1990 in Santiago) ist ein ehemaliger chilenischer Fußballspieler. Der Mittelfeldspieler bestritt ein Länderspiel für die chilenische Fußballnationalmannschaft.

## Karriere

### Verein
Renato González begann seine Karriere 2008 beim CD Palestino, konnte allerdings im Profiteam trotz gutem Debüts nicht an seine guten Leistungen in den Jugendteams anknüpfen. Nach einer kurzen Station in Brasilien bei AA Ponte Preta wechselte er 2011 zu Universidad de Concepción, wo er bis 2017 unter Vertrag stand, jedoch mehrere Male verliehen war. Bei Universidad de Chile 2015 gewann er die Copa Chile. Ab 2018 spielte González für Santiago Morning, San Marcos, Deportes Puerto Montt und Deportes Recoleta in der Primera B. Zur Saison 2022 schloss er sich Deportes Valdivia aus der Segunda División an und unterschrieb im März 2024 bei Ligakonkurrent Real San Joaquín.

### Nationalmannschaft
Im November 2009 bestritt González beim Freundschaftsspiel gegen Paraguay sein einziges Länderspiel. Beim 2:1-Erfolg wurde er in der 61. Spielminute für Eduardo Vargas eingewechselt und erzielte in der 73. Spielminute den Ausgleichstreffer.

## Erfolge
San Marcos de Arica
- Chilenischer Zweitligameister: 2012, 2014

Universidad de Concepción
- Chilenischer Zweitligameister: 2013

Universidad de Chile
- Chilenischer Pokalsieger: 2015
- Chilenischer Supercup-Sieger: 2015